# بوب مونتانا
بوب مونتانا (بالإنجليزية: Bob Montana)‏ هو فنان قصص مصورة أمريكي، ولد في 23 أكتوبر 1920 في ستوكتون في الولايات المتحدة، وتوفي في 4 يناير 1975 في ميرديث في الولايات المتحدة.

## روابط خارجية
- بوب مونتانا على موقع IMDb (الإنجليزية)